# Catocala tristis
Catocala tristis là một loài bướm đêm trong họ Erebidae.